# Araneus rani
Araneus rani là một loài nhện trong họ Araneidae.
Loài này thuộc chi Araneus. Araneus rani được Tord Tamerlan Teodor Thorell miêu tả năm 1881.